# Bruno Becker (Offizier)
Bruno Becker (* 8. Mai 1894 in Dresden; † 24. März 1972 in München) war ein deutscher Militärbeamter, zuletzt Generalintendant der Wehrmacht.

## Leben
1944 wurde Becker Generalintendant, wobei das Rangdienstalter (RDA) vorbehalten wurde. Später erfolgte die Festsetzung auf den 1. Mai 1944. Er war als Heeresgruppenintendant eingesetzt.
Nach dem Krieg kam er in ein jugoslawisches Kriegsgefangenenlager.